# Simon Friedrich Schill

Simon Friedrich Schill

Simon Friedrich Schill (* 30. März 1834 in Osthofen; † 25. August 1921 ebenda) war ein Landwirt, Winzer, Unternehmer, Bürgermeister und Landtagsabgeordneter.

## Beruflicher Werdegang
Schill wurde als Sohn des Landwirts und Winzers Valentin Schill (* 22. Juni 1811 in Osthofen; † 8. April 1879 ebenda) und seiner Frau Susanne Margarete, geborene Grün (* 25. Oktober 1811 in Eppelsheim; † 24. März 1874 in Osthofen), im elterlichen Haus in der Tempelgasse in Osthofen geboren. Nach einer Ausbildung zum Küfer und Winzer ging er auf Wanderschaft in die Schweiz und nach Frankreich. Nach seiner Rückkehr erwarb er in Osthofen das Haus in der Mainzer Straße 7 (heute Ludwig-Schwamb-Str. 9), direkt angrenzend an das 1838 erworbene neue Stammhaus der Familie in der Mainzer Straße 9, und begann dort im Jahr 1859 mit der Malzproduktion. Mit dem hergestellten Malz belieferte er die Brauereien in der Umgebung. Aus bescheidenen Anfängen entwickelt sich im Laufe der Jahre ein florierendes Unternehmen, das heute zu den führenden Mälzereien Deutschlands gehört und weiterhin unter dem Namen Schill Malz betrieben wird.

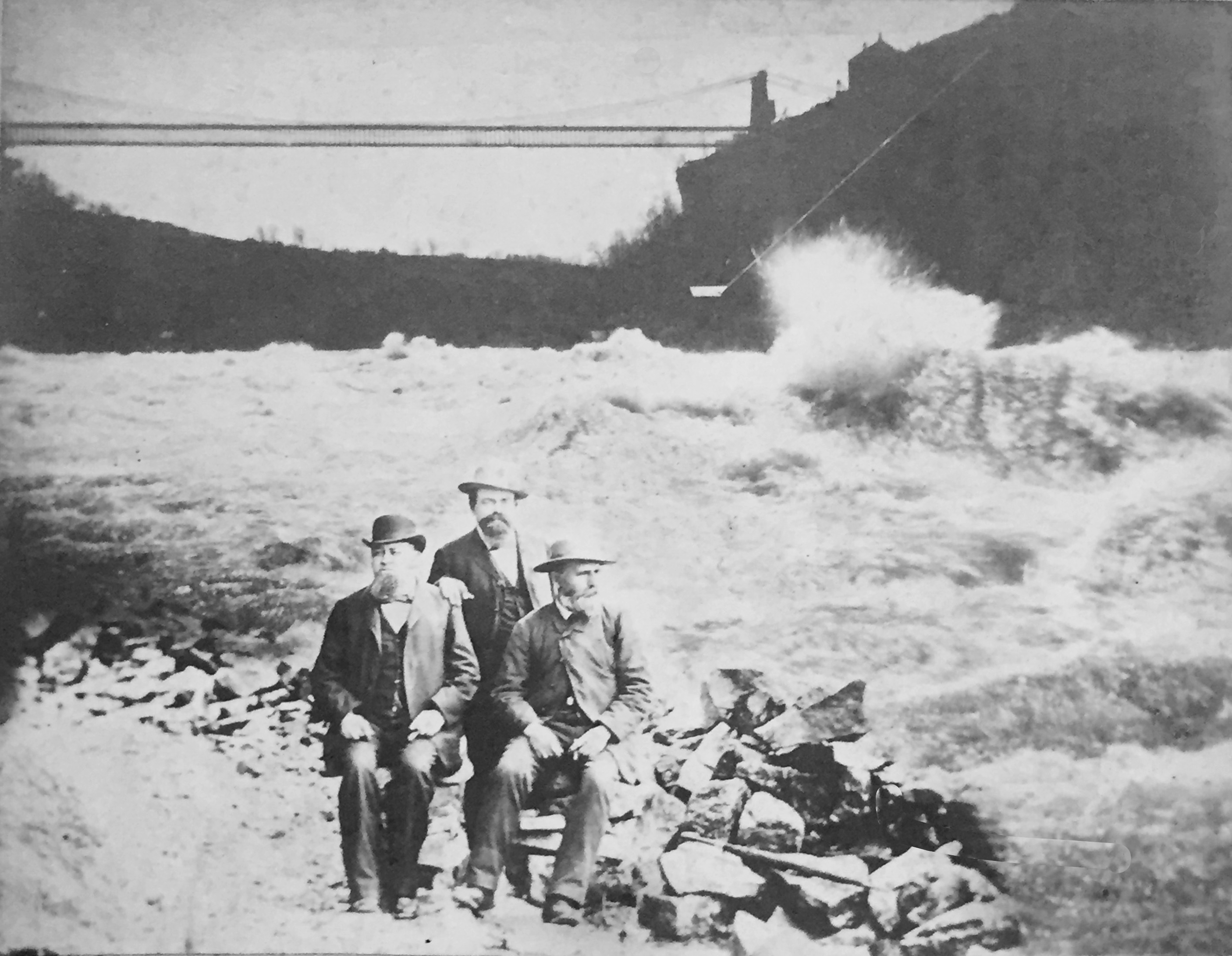
Simon Friedrich Schill (rechts) mit Cousin Jakob Gruen et al. an der Niagra Suspension Bridge USA/Kanada im Juli 1883

Für den Ausbau der Mälzerei gab Simon Friedrich Schill die Küferei auf. Weiterhin betrieb er Landwirtschaft und Weinbau und begann mit dem Weinhandel. Bereits im Jahr 1862 erfolgte der erste Export von Osthofener Wein in die USA. Der Weinhandel in den USA wurde durch die Vettern Gruen in St. Louis vorangetrieben. Der dritte Vetter Dietrich Gruen gründete in den Folgejahren unter dem Namen Gruen Watch Co. einen der größten amerikanischen Uhrenhersteller in Cincinnati (Ohio). Der Weinbau wurde durch Nachfahren der Familie bis in die Anfänge des 21. Jahrhunderts fortgeführt. Heute befinden sich noch die Osthofener Weinlage Leckzapfen mit der Leckzapfen-Burg, einem Wahrzeichen der Weinstadt Osthofen, im Familienbesitz. Das ehemalige Weingut wird heute als renommiertes Feinschmeckerrestaurant und Landhotel weitergeführt.

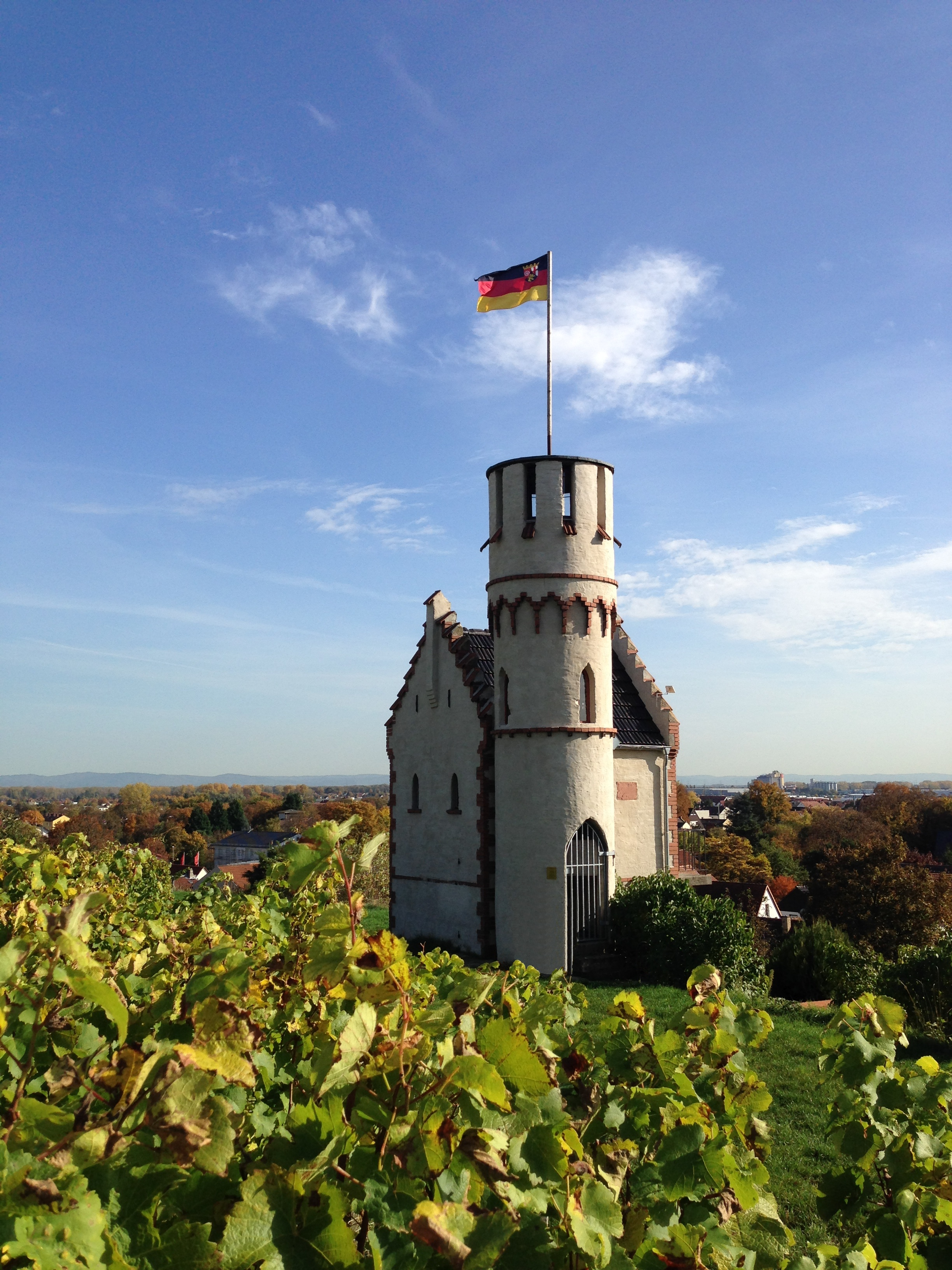
Weinbergshaus „Leckzapfen“ in Osthofen

## Politische Karriere
1883 wurde Simon Friedrich Schill zum Bürgermeister seiner Heimatgemeinde Osthofen gewählt und übte dieses Amt neun Jahre bis zum Jahr 1892 aus. Der Kreis Worms schickte den hochangesehenen Osthofener 1899 als national-liberalen Abgeordneten in den Landtag. Auf der konstituierenden Sitzung der zweiten Kammer des 32. Landtags des Großherzogtums Hessen am 24. November 1902 wird Simon Friedrich Schill als Mitglied geführt.

## Familie
Aus der am 31. März 1859 geschlossenen Ehe von Simon Friedrich Schill mit Ehefrau Barbara, genannt Babette, geb. Grittmann (* 30. März 1838 in Osthofen; † 5. August 1900 in Andernach), gingen fünf Kinder hervor. Die älteste Tochter Margarethe (* 13. Februar 1860 in Osthofen; † 11. Juni 1944 in Andernach) heiratete den ebenfalls aus Rheinhessen stammenden Carl Weissheimer, Inhaber der Friedrich Weissheimer Malzfabrik in Andernach. Das dritte, Carl Schill (* 5. November 1862 in Osthofen; † 22. Oktober 1944 ebenda) übernahm später die Geschäfte des Vaters, erlangte als Turnvater eine gewisse Berühmtheit und wurde 1915 durch den Großherzog von Hessen und bei Rhein Ernst Ludwig zum Kommerzienrat ernannt.